# AC Virtus
Associazione Calcio Virtus (właśc. Virtus Associazione Calcio 1964) – sanmaryński klub piłkarski z siedzibą w Acquaviva grający w Campionato Sammarinese.

## Historia
Klub powstał w 1964 roku na bazie uformowanego w drugiej połowie lat 50. XX wieku towarzystwa sportowego Robur i przyjął nazwę SS Virtus. Wśród założycieli klubu znajdowali się Umberto Andreini, Raffaele Lividini, Giovanni Maiani oraz Fernando Bindi, który objął funkcję prezesa. Działalność zespołu do 1978 roku koncentrowała się na turnieju o Puchar San Marino (Coppa Titano), w którym Virtus uczestniczył we wszystkich edycjach. W latach 1978–1986 klub rywalizował we włoskim systemie ligowym na poziomie Terza Categoria, stanowiącym IX kategorię rozgrywkową. W sezonie 1979/80 zespół pod wodzą trenera Bruno Piscaglii zajął 4. lokatę. W sezonie 1985/86 Virtus wziął udział w premierowej edycji Campionato Sammarinese, w której zajął przedostatnią, 16. lokatę i został relegowany do Serie A2.
W sezonie 1987/88 SS Virtus prowadzony przez Bruno Sammaritaniego wygrał rozgrywki Serie A2, co dało mu udział w play-off o mistrzostwo kraju. Dotarł w nich do finału, w którym uległ SP Tre Fiori po serii rzutów karnych. W sezonie 1988/89 zespół osiągnął największy sukces w historii, pokonując 4:3 SP Tre Fiori w meczu o Superpuchar San Marino (Trofeo Federale). W latach 1990–1994 Virtus dwukrotnie spadał i awansował do Campionato Sammarinese. W sezonie 1993/94 Damiano Vannucci został z 11 golami królem strzelców Serie A2. W 1996 roku nastąpiła reorganizacja rozgrywek ligowych, likwidująca Serie A2 i włączająca wszystkie sanmaryńskie zespoły w szeregi dwóch grup Campionato Sammarinese. Virtus w sezonach 1996/97, 1997/98, 2000/01 i 2008/09 zwyciężył swoją grupę; ponadto w sezonie 1997/98 Davide Vannucci zdobył tytuł króla strzelców ligi (21 bramek). W sezonie 1999/00 klub osiągnął najlepszy rezultat w fazie play-off, docierając do tzw. finału eliminującego, przegranego 0:1 z FC Domagnano. W 1997 i 2011 roku zespół dotarł do finału Pucharu San Marino, ulegając odpowiednio: 0:2 SS Murata oraz 1:4 AC Juvenes/Dogana. W 2015 roku zmieniono nazwę klubu na Virtus AC 1964 (w użytku jest jednak nazwa AC Virtus) i zmodernizowano herb.
W kwietniu 2017 roku działacze i piłkarze AC Virtus oraz SS San Giovanni zostali oskarżeni o ustawienie wyniku meczu pomiędzy tymi drużynami w ramach Pucharu San Marino z 15 marca 2017. Śledztwo ujawniło kolejne nieprawidłowości dotyczące spotkań innych drużyn z okresu 2016–2017, co zapoczątkowało wybuch tzw. afery calcioscommese. FSGC za inicjatorów przestępstwa uznała piłkarza SS San Giovanni Alessandro Cuttone, dyrektora sportowego klubu Domenico Giordaniego oraz gracza AC Virtus Armando Aruciego. Ukarano łącznie 24 osoby, w tym po stronie AC Virtus dyrektora sportowego Filippo Silviego Marchiniego, drugiego trenera Andreę Laniego oraz piłkarzy: Armando Aruciego, Lucę Bonifaziego, Mirko Bucciego (sekcja futsalu), Mattię Dominiciego, Williama Innocentiego, Massimiliano La Monacę, Lucę Montebelliego, Lucę Nanniego, Andreę Righiego, Alexa Stefanelliego i Davide Vagnettiego. Ponadto na AC Virtus nałożono grzywnę w wysokości 5 tys. euro.

## Stadion
AC Virtus, podobnie jak inne kluby Campionato Sammarinese, rozgrywa swoje mecze losowo na wszystkich boiskach w San Marino, formalnie jednak jest gospodarzem powstałego w 1976 roku Stadio di Acquaviva. Początkowo obiekt nie posiadał trybun i mieścił około 500 osób na okalających go wzniesieniach. W 2018 roku przeszedł gruntowną przebudowę, w znacznej mierze z udziałem środków z funduszy rozwojowych FIFA i UEFA. Pierwotne boisko usunięto, by wybudować w jego miejscu parking podziemny, nad którym powstał kompleks sportowy. W jego skład wchodzą boisko pełnowymiarowe oraz treningowe o wymiarach 44 x 35 metrów, oba z nawierzchnią syntetyczną, oraz boisko do futsalu. Zmodernizowano również oświetlenie. W październiku 2020 roku oddano do użytku całkowicie zadaszoną trybunę o pojemności 515 widzów, oraz budynek mieszczący zaplecze dla zawodników, sędziów i dziennikarzy. Stadion wykorzystywany jest do rozgrywania wszelkich spotkań pod egidą FSGC oraz użytkowany jest przez zespół kobiecy San Marino Academy.

## Barwy i herb
Zielono-czarne barwy strojów i herbu wzorowane były na włoskim klubie AC Venezia. W herbie klubu widnieje wizerunek rosnących na trójwzgórzu trzech dębów, zaczerpnięty z herbu zamku Acquaviva.

## Rozgrywki krajowe
Od momentu powstania w 1964 roku do 1978 roku Virtus brał udział wyłącznie w rozgrywkach o Puchar San Marino. W latach 1978–1986 rywalizował we włoskim systemie ligowym w Terza Categoria. W sezonie 1985/86 grał jednocześnie w lidze włoskiej oraz w nowo utworzonej Campionato Sammarinese. Od sezonu 1986/87 zespół skoncentrował się na występach w lidze sanmaryńskiej. W sezonie 1996/97 zlikwidowano definitywnie Serie A2 i podzielono Campionato Sammarinese na grupy A i B, w których Virtus rywalizował naprzemiennie, czterokrotnie wygrywając swoją grupę. Od edycji 2018/19 rywalizowano w skróconej o połowę fazie zasadniczej, następnie w dwóch grupach oraz fazie play-off. W sezonie 2019/20 ligę zakończono przedwcześnie z powodu pandemii choroby COVID-19. Virtus zajmował wówczas 5. lokatę w grupie 1, którą decyzją FSGC utrzymano. Od sezonu 2020/21 rozgrywki toczą się w jednej grupie systemem kołowym, po czym następuje faza play-off.
| Sezon     | Rozgrywki              | Poziom | Miejsce  | Play-off          | Puchar         | Superpuchar |
| --------- | ---------------------- | ------ | -------- | ----------------- | -------------- | ----------- |
| 1964/1965 |                        |        |          |                   | Bez zwycięstwa | –           |
| 1965/1966 |                        |        |          |                   | Bez zwycięstwa | –           |
| 1966/1967 |                        |        |          |                   | Bez zwycięstwa | –           |
| 1967/1968 |                        |        |          |                   | Bez zwycięstwa | –           |
| 1968/1969 |                        |        |          |                   | Nie przyznano  | –           |
| 1969/1970 |                        |        |          |                   | Bez zwycięstwa | –           |
| 1970/1971 |                        |        |          |                   | Bez zwycięstwa | –           |
| 1971/1972 |                        |        |          |                   | Bez zwycięstwa | –           |
| 1972/1973 |                        |        |          |                   | Nie przyznano  | –           |
| 1973/1974 |                        |        |          |                   | Bez zwycięstwa | –           |
| 1974/1975 |                        |        |          |                   | Bez zwycięstwa | –           |
| 1975/1976 |                        |        |          |                   | Bez zwycięstwa | –           |
| 1976/1977 |                        |        |          |                   | Bez zwycięstwa | –           |
| 1977/1978 |                        |        |          |                   | Bez zwycięstwa | –           |
| 1978/1979 | Terza Categoria        | IX     |          |                   | Bez zwycięstwa | –           |
| 1979/1980 | Terza Categoria        | IX     | 4.       |                   | Bez zwycięstwa | –           |
| 1980/1981 | Terza Categoria        | IX     |          |                   | Bez zwycięstwa | –           |
| 1981/1982 | Terza Categoria        | IX     |          |                   | Bez zwycięstwa | –           |
| 1982/1983 | Terza Categoria        | IX     |          |                   | Bez zwycięstwa | –           |
| 1983/1984 | Terza Categoria        | IX     |          |                   | Bez zwycięstwa | –           |
| 1984/1985 | Terza Categoria        | IX     |          |                   | Bez zwycięstwa | –           |
| 1985/1986 | Terza Categoria        | IX     |          |                   | Bez zwycięstwa |             |
| 1985/1986 | Campionato Sammarinese | I      | 16.      |                   | Bez zwycięstwa |             |
| 1986/1987 | Serie A2               | II     |          |                   | Bez zwycięstwa |             |
| 1987/1988 | Serie A2               | II     | 1        | Finał             | Bez zwycięstwa | Zwycięstwo  |
| 1988/1989 | Campionato Sammarinese | I      | 7.       |                   | Bez zwycięstwa |             |
| 1989/1990 | Campionato Sammarinese | I      | 8.       |                   | Bez zwycięstwa |             |
| 1990/1991 | Campionato Sammarinese | I      | 10.      |                   | III runda      |             |
| 1991/1992 | Serie A2               | II     | 2.       |                   | Faza grupowa   |             |
| 1992/1993 | Campionato Sammarinese | I      | 10       |                   | Faza grupowa   |             |
| 1993/1994 | Serie A2               | II     | 2.       |                   | Półfinał       |             |
| 1994/1995 | Campionato Sammarinese | I      | 7.       |                   | Faza grupowa   |             |
| 1995/1996 | Campionato Sammarinese | I      | 8.       |                   | Ćwierćfinał    |             |
| 1996/1997 | Campionato Sammarinese | I      | 1. B     | III runda         | Finał          | Półfinał    |
| 1997/1998 | Campionato Sammarinese | I      | 1. B     | VI runda          | Półfinał       |             |
| 1998/1999 | Campionato Sammarinese | I      | 4. B     |                   | Faza grupowa   |             |
| 1999/2000 | Campionato Sammarinese | I      | 3. A     | Finał eliminujący | II faza        | Półfinał    |
| 2000/2001 | Campionato Sammarinese | I      | 1. B     | III runda         | Faza grupowa   |             |
| 2001/2002 | Campionato Sammarinese | I      | 4. A     |                   | III runda      |             |
| 2002/2003 | Campionato Sammarinese | I      | 3. B     | III runda         | Półfinał       | Finał       |
| 2003/2004 | Campionato Sammarinese | I      | 3. B     | III runda         | Półfinał       | Finał       |
| 2004/2005 | Campionato Sammarinese | I      | 3. B     | VI runda          | Faza grupowa   |             |
| 2005/2006 | Campionato Sammarinese | I      | 4. B     |                   | Faza grupowa   |             |
| 2006/2007 | Campionato Sammarinese | I      | 4. A     |                   | Faza grupowa   |             |
| 2007/2008 | Campionato Sammarinese | I      | 4. B     |                   | Faza grupowa   |             |
| 2008/2009 | Campionato Sammarinese | I      | 1. A     | IV runda          | Ćwierćfinał    |             |
| 2009/2010 | Campionato Sammarinese | I      | 6. A     |                   | Półfinał       | Półfinał    |
| 2010/2011 | Campionato Sammarinese | I      | 5. B     |                   | Finał          | Półfinał    |
| 2011/2012 | Campionato Sammarinese | I      | 4. B     |                   | Faza grupowa   |             |
| 2012/2013 | Campionato Sammarinese | I      | 7. A     |                   | Faza grupowa   |             |
| 2013/2014 | Campionato Sammarinese | I      | 5. A     |                   | Faza grupowa   |             |
| 2014/2015 | Campionato Sammarinese | I      | 5. A     |                   | Faza grupowa   |             |
| 2015/2016 | Campionato Sammarinese | I      | 6. B     |                   | Faza grupowa   |             |
| 2016/2017 | Campionato Sammarinese | I      | 2. A     | II runda          | Faza grupowa   |             |
| 2017/2018 | Campionato Sammarinese | I      | 5. B     |                   | Ćwierćfinał    |             |
| 2018/2019 | Campionato Sammarinese | I      | 7. gr. 2 |                   | I runda        |             |
| 2019/2020 | Campionato Sammarinese | I      | 5. gr. 1 |                   | I runda        | –           |

## Sukcesy
Campionato Sammarinese
- mistrzostwo: 2023/24, 2024/25
- wicemistrzostwo: 1987/88
- 3. miejsce: 1999/00

Puchar San Marino
- zwycięstwo: 2022/23, 2024/25
- finał: 1997, 2010/11, 2023/24

Superpuchar San Marino
- zwycięstwo: 1988
- finał: 2003, 2004

## Europejskie puchary
Legenda do wszystkich tabel:
- Q – runda eliminacyjna, 1/16, 1/8, 1/4, 1/2 – odpowiednia faza rozgrywek, Grupa – runda grupowa, 1r gr – pierwsza runda grupowa, 2r gr – druga runda grupowa, F – finał, R – runda, PO – play-off
- k. – rzuty karne, los. – losowanie, Dogr. – dogrywka, w. – zasada bramek strzelonych na wyjeździe

| Sezon   | Rozgrywki        | Runda | Klub             | Dom       | Wyjazd    | Ogólnie    |
| ------- | ---------------- | ----- | ---------------- | --------- | --------- | ---------- |
| 2024/25 | Liga Mistrzów    | 1Q    | FCSB             | 1–7       | 0–4       | 1–11       |
| 2024/25 | Liga Konferencji | 2Q    | Flora Tallinn    | 0–0       | 2–5       | 2–5, Dogr. |
| 2025/26 | Liga Mistrzów    | 1Q    | Zrinjski Mostar  | 0–2       | 1–2       | 1–4        |
| 2025/26 | Liga Konferencji | 2Q    | wolny los        | wolny los | wolny los | wolny los  |
| 2025/26 | Liga Konferencji | 3Q    | Milsami Orgiejów | 3–0       | 2–3       | 5–3        |
| 2025/26 | Liga Konferencji | 4Q    | Breiðablik       | –         | –         | –          |